# Hexagon Comics
Pour les articles homonymes, voir Hexagon.
Hexagon Comics est une filiale du groupe d'édition Hollywood Comics, spécialisée dans l'édition de comics de super-héros français.

## Histoire
Créé par Jean-Marc Lofficier en 2004 après la faillite de Semic fin 2003,  Hexagon Comics réunit les anciens auteurs-créateurs des anciennes éditions Lug pour pérenniser leurs séries BD, jadis publiées dans les magazines de petit format style Zembla, Kiwi, Nevada, Yuma, Mustang, etc.. 
L'« Univers Hexagon » rassemble plus de 250 séries de comics qui composent le même univers intégré. Il rassemble ainsi de nombreux personnages créés dans les années 1960 et 1970, tels que Zembla, Jed Puma, Drago, Dragut, Rakar, Baroud, Wampus, Jaleb, Jaydee, Homicron, Brigade Temporelle, Phenix, Starlock, Kabur, Waki…
D'une part, Hexagon Comics publie des éditions sous la forme d'intégrales de 500 à 600 pages en noir et blanc les anciennes séries de Lug. D'autre part, ces séries sont poursuivies soit sous le titre Strangers avec de nouvelles histoires principalement scénarisées par Jean-Marc Lofficier et dessinées par des artistes d'Europe, des États-Unis et du Mexique, soit sous divers titres « Anthologie » Hexagon Universe / Strangers Universe mettant en vedette un personnage en particulier.
Enfin, les aventures des personnages de cet « Univers Hexagon » sont également déclinées dans des romans ou recueils de nouvelles et un jeu de rôle de Romain d'Huissier – par ailleurs auteur de ces romans, et coordinateur de ces recueils –, paru en 2013 et prenant place dans cet univers, est édité chez les XII Singes : Hexagon Universe ; il compte de nombreux suppléments.